# Андеркард (спорт)
Андеркард (англ. undercard) — спортивні матчі, зустрічі або бої, що відбуваються перед головною подією (англ. main event). Організатори спортивних подій або промоутери використовують андеркард задля урізноманітнення та розширення спортивної події. Він дає можливість виступу молодим перспективним спортсменам чи командам під час значущих подій (вечорів).